# Rågångsgölen
Rågångsgölen är en sjö i Eksjö kommun i Småland och ingår i Emåns huvudavrinningsområde. Sjön är 8,5 meter djup och har en yta på 0,0246 kvadratkilometer.